# Reynato Puno
Reynato S. Puno (Manilla, 17 mei 1940) is een voormalig opperrechter van het Filipijnse hooggerechtshof. Puno werd op 8 december 2006 aangesteld door president Gloria Macapagal-Arroyo, nadat de vorige opperrechter Artemio Panganiban de voor zijn functie verplichte pensioenleeftijd van 70 had bereikt. Hij is de 22ste opperrechter uit de geschiedenis van de Filipijnen. Puno was reeds sinds 28 juni 1993 rechter van het Filipijnse hooggerechtshof. In mei 2010 benoemde Arroyo Renato Corona als opvolger, aangezien Puno de leeftijd van 70 bereikt had.

## Biografie
Puno studeerde rechten aan de University of the Philippines. Later volgden nog post-universitaire studies aan de Southern Methodist University in Dallas, de University of California, Berkeley en de University of Illinois, waarmee hij de graad doktor in de juridische wetenschap behaalde.
Puno begon zijn juridische carrière in 1969 bij het kantoor van zijn oudere broer Isaac. Isaac zou op 39-jarige leeftijd, toen hij inmiddels rechter was, vermoord worden. In 1971 stapte hij over naar het kantoor van de Advocaat-Generaal (Solicitor General), waar hij de volgende negen jaar werkzaam zou zijn.
In 1980 werd Puno door president Ferdinand Marcos benoemd als rechter van het Filipijnse Hof van Beroep. Vier jaar later werd Puno aangesteld als onderminister van Justitie. Na de val van Marcos werd hij door de nieuwe president Corazon Aquino weer benoemd tot rechter aan het Hof van Beroep.
Op 28 juni 1993 werd Puno op 53-jarige leeftijd door president Fidel Ramos benoemd als rechter aan Filipijnse hooggerechtshof. Deze functie zou hij de 13 daaropvolgend jaren bekleden. Na de pensionering van rechter Josue Bellosillo in 2003 was Puno de langstzittende rechter van het hof. Traditioneel werd de senior rechter benoemd als opperrechter zodra deze positie beschikbaar kwam. Toen opperrechter Hilario Davide jr. in 2005 met pensioen ging benoemde president Gloria Macapagal-Arroyo echter niet Puno, maar een andere rechter van het hof, Artemio Panganiban, als opperrechter. Dit was de eerste keer in twintig jaar dat de senior rechter gepasseerd werd.
Toen Pangasinan eind 2006 ook met pensioen ging werd er veel gespeculeerd over de mogelijkheid dat de president Puno opnieuw zou passeren. Mogelijke kandidaten die genoemd werden voor de functie van opperrechter waren langstzittend rechter Leonardo Quisumbing of senator Miriam Defensor-Santiago. Op 8 december werd Puno echter aangesteld als de nieuwe opperrechter.
Opperrechter: Peralta
Rechters: Pernas-Bernabe · Leonen · Caguioa · Gesmundo · Reyes jr. · Hernando · Carandang · Lazaro-Javier · Inting · Zalameda · Lopez · Delos Santos · Gaerlan
Cayetano Arellano · Victorino Mapa · Manuel Araullo · Ramon Avanceña · Jose Abad Santos · José Yulo · Manuel Moran · Ricardo Paras jr. · Cesar Bengzon · Roberto Concepcion · Querube Makalintal · Fred Castro · Enrique Fernando · Felix Makasiar · Ramon Aquino · Claudio Teehankee sr. · Pedro Yap · Marcelo Fernan · Andres Narvasa · Hilario Davide jr. · Artemio Panganiban · Reynato Puno · Renato Corona · Maria Lourdes Sereno · De Castro